# Ludolf Lange (Theologe)
Ludolf Lange (auch: Ludolph Lange und Ludolphus Langius; * 1547 in Hannover; † 1. September 1626 ebenda) war ein deutscher Geistlicher, Chronist und Pädagoge.

## Leben
Ludolf Lange wurde 1547 in Hannover im Kirchspiel der Aegidienkirche geboren. Nach seinem Schulbesuch immatrikulierte er sich am 22. Mai 1566 in Wittenberg an der dortigen Universität für das Fach Theologie.
Laut dem Kirchenbuch der Marktkirche arbeitete Lange von 1572 bis 1574 in seiner Heimatstadt als Konrektor an der Lateinschule, der Altstädter Schule, aus der später das Ratsgymnasium hervorging. Mit seinen Schülern brachte Lange in den Räumlichkeiten der Schule Komödien nach biblischen Themen zur Aufführung. Im Zusammenhang mit seinen Schülern ist auch eine Geschichte aus dieser Zeit überliefert, die den Teufelsglauben Langes dokumentiert.
1574 heiratete Lange die Catharina Pollmann, eines von insgesamt 21 Kindern des hannoverschen Bürgers Jost Pollmann. Im März desselben Jahres übernahm er als Nachfolger von Johannes Grell die Aufgaben eines Predigers an der hannoverschen Aegidienkirche.
Lange hat sich besonders als Chronist einen Namen gemacht, vor allem durch seine Chronik für den Zeitraum von 1560 bis 1622.
1605 denunzierte Lange, gemeinsam mit Christoph Janus, schriftlich und sehr ausführlich zwei dann als Hexen verfolgte Frauen; die Wisselsche und die Hertsche.
Veranlasst durch seine eigenen Erfahrungen verfasste Lange zudem eine in das Kirchenbuch der Aegidienkirche für den Zeitraum von 1566 bis 1610 (beziehungsweise 1625) eingefügte Chronik der Pest, der er später auch selbst zum Opfer fiel.
Ludolf Lange wurde in der Aegidienkirche beigesetzt. Seine – heute nicht mehr erhaltene – Grabplatte beschrieb später der hannoversche Chronist Johann Heinrich Redecker. Dadurch wurde eine Wiedergabe, Ergänzung und Übersetzung der lateinischen Inschrift im Verzeichnis der Deutschen Inschriften möglich.

## Schriften (Auswahl)
- Eine Christliche Erinnerungs/ Predigt Uber das Evangelium S Johannis/ und das Buch deß Propheten Danielis/ darin ... wird widerholet die Summa und Inhalt dieser Schrifften/ und worauff ... von allen fromen ... Christen/ soll achtung gegeben werden/ ... : Gehalten zu Hannover in der Kirchen S. Aegidii Anno 1602 den 9. Novembris/ und auffs new ubersehen / Von M. Ludolpho Langio Prediger daselbst, Hildesheim: Andreas Hantzsch, 1603
- Pestchronik bis 1625

## Archivalien
Archivalien von und über Ludolf Lange finden sich beispielsweise
- als Aufzeichnungen des Pastors Ludolf Lange zur Geschichte der Zeit 1578 bis 1617 [tatsächlich über die Zeit von 1560 bis 1622],[4] im Stadtarchiv Hannover, Archivsignatur B 8084[5]